# Катастрофа Boeing 727 под Урмией
Катастрофа Boeing 727 под Урмией — авиационное происшествие (катастрофа), произошедшее на северо-западе Ирана, недалеко от города Урмия в 19:45 по местному времени 9 января 2011 года с самолётом Boeing 727 авиакомпании Iran Air. На борту находилось 94 пассажира и 11 членов экипажа.

## Характер происшествия
Самолёт Boeing 727 выполнял рейс из Тегерана в город Урмия. Из-за плохих метеоусловий (сильный снегопад и туман) вылет был задержан на два часа. Экипажу посадить самолёт с первой попытки не удалось, пилоты хотели вернуться в Тегеран, но из-за плохих погодных условий этого сделать не удалось. При повторном заходе на посадку самолёт упал с высоты несколько сотен метров в 15 км от аэропорта.

## Жертвы и пострадавшие
На борту находилось 105 человек, в том числе 94 пассажира и 11 членов экипажа. Погибли 77 человек, в том числе весь экипаж самолёта. Выжили 28 человек.

## Расследование причин
Официальной версией причин происшедшего являются плохие погодные условия. Обнаружен один из бортовых самописцев.